# Вілла Форні-Черато

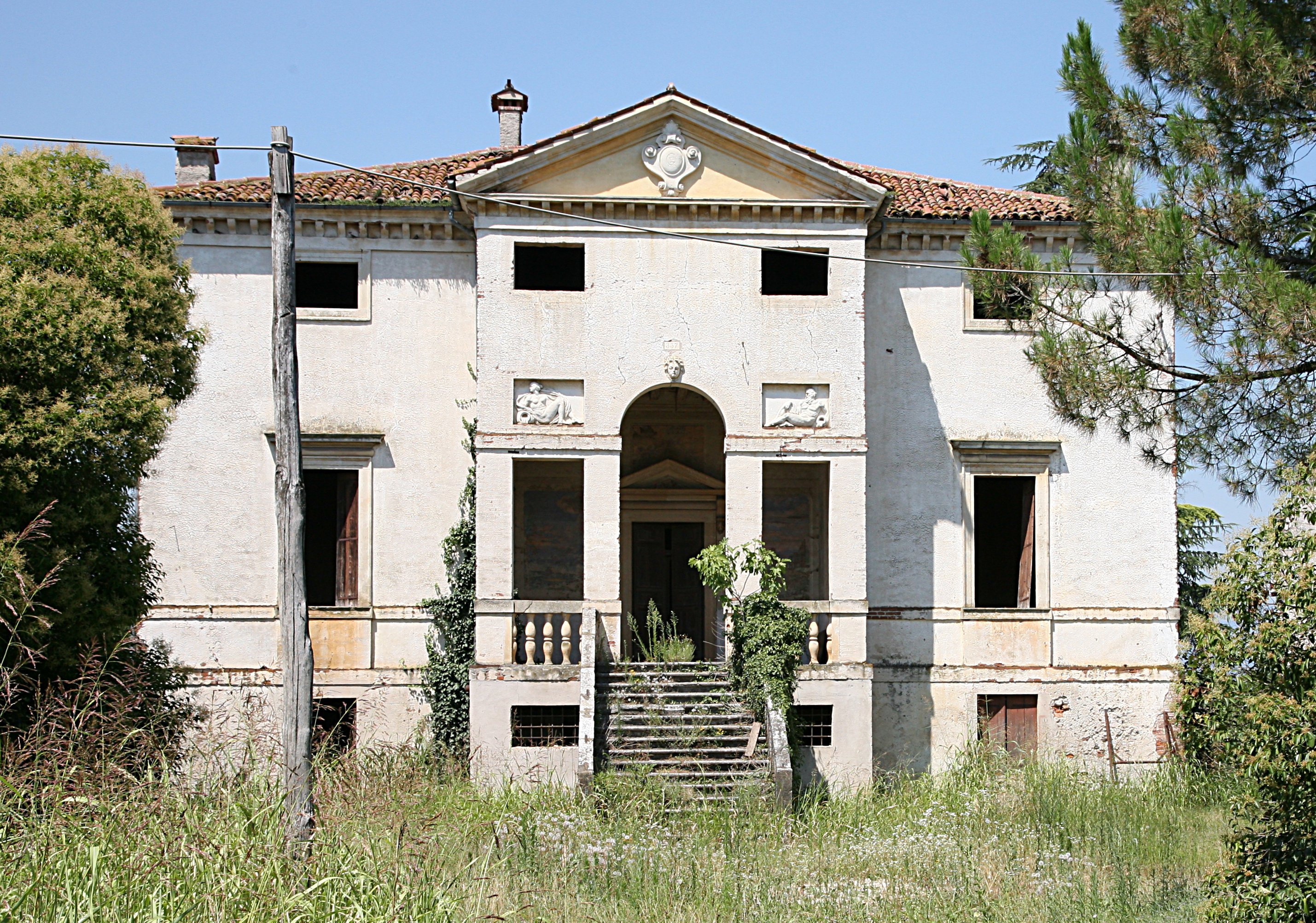
Вілла Форні-Черато. Садовий фасад

Вілла Форні-Черато (італ. Villa Forni Cerato) — заміська вілла, що знаходиться у Монтеккьо-Прекальчино, провінція Віченца, Північна Італія. Збудована між 1541—1542 роками за проектом італійського архітектора Андреа Палладіо (1508—1580). У 1996 році вілла у складі об'єкту «Місто Віченца та вілли Андреа Палладіо у Венето» була включена до списку Світової спадщини ЮНЕСКО.

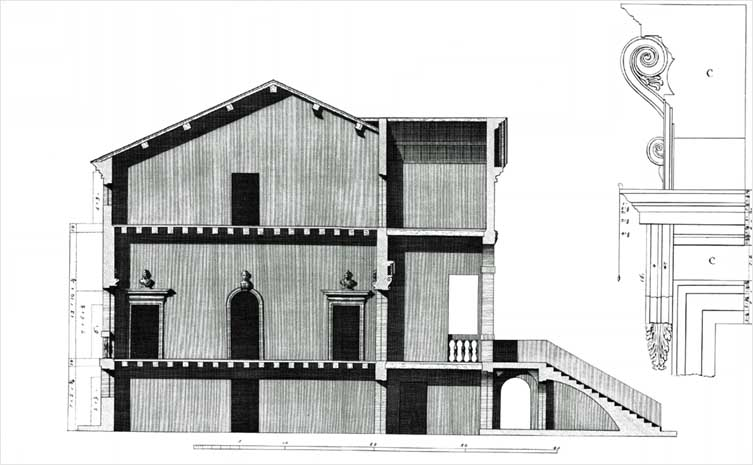
Оттавіо Бертотті Скамоцці. Малюнок вілли у розрізі. Взято з «Le fabbriche e i disegni di Andrea Palladio». 1796. Т.2. Іл.35

Припускається, що замовником вілли був Джироламо Форні. У XVIII столітті Франческо Муттоні та Оттавіо Бертотті Скамоцці вперше згадують Андреа Палладіо як архітектора цієї вілли. Сучасні дослідники схиляються до версії, що автором проекту був саме Палладіо.
Будівля відносно невелика за розміром, у висоту вона ритмічно розділена на три частини: цокольний поверх, бельетаж та мезонін. Цей потрійний ритм повторюється також і у горизонтальному членуванні будівлі. Лоджія є домінантою у фасаді, яка відкривається венеційським вікном, що займає усю її ширину. Саме вікно робить лоджію візуально значно вагомішою. До лоджії ведуть сходи, що перекривають цокольний поверх. У цьому вілла Форні-Черато має схожі риси із віллою Годі. На фасаді представлені зображення морських божеств, що є копіями скульптур Алессандро Вітторії (1525—1608).
У віллі Форні-Черато вперше представлено характерне для пізнього періоду творчості Палладіо підпорядкування окремих елементів фасаду його загальному вигляду.